# 天主教摩德纳-诺南托拉总教区
天主教摩德纳-诺南托拉总教区（拉丁語：Archidioecesis Mutinensis-Nonantulana）是罗马天主教在意大利北部设立的一个总教区，包括摩德納省的一部份。
摩德纳教区成立于公元3世纪，1820年合并了諾南托拉修道院，1855年8月22日升為總教區。1986年9月30日易名至今。2004年有教友455,000人，佔轄區總人口98.5%。有246個堂區、260名司鐸。現任總主教為安多尼·蘭弗蘭基。